# Großes Tragl
Das Große Tragl ist ein 2179 m ü. A. hoher Berg im steirischen Teil des Toten Gebirges. Nach Norden fällt der Berg mäßig steil in den Sattel Traglhals ab, nach Süden leiten ein flacher Sattel zum Gipfel des Kleinen Tragl über. Nach Westen fällt der Gipfel steil ins Kar der Haberbarn ab. Nach Osten leitet steiles Schrofengelände zum Plateau der Prielgruppe über. Im Winter ist der Gipfel ein beliebtes Ziel einer Skitour. Am Gipfel befindet sich ein Gipfelkreuz mit Gipfelbuch.

## Aufstieg
Markierte Anstiege:
- Weg 276 vom Steirersee über den Traglhals zum Gipfel

## Galerie

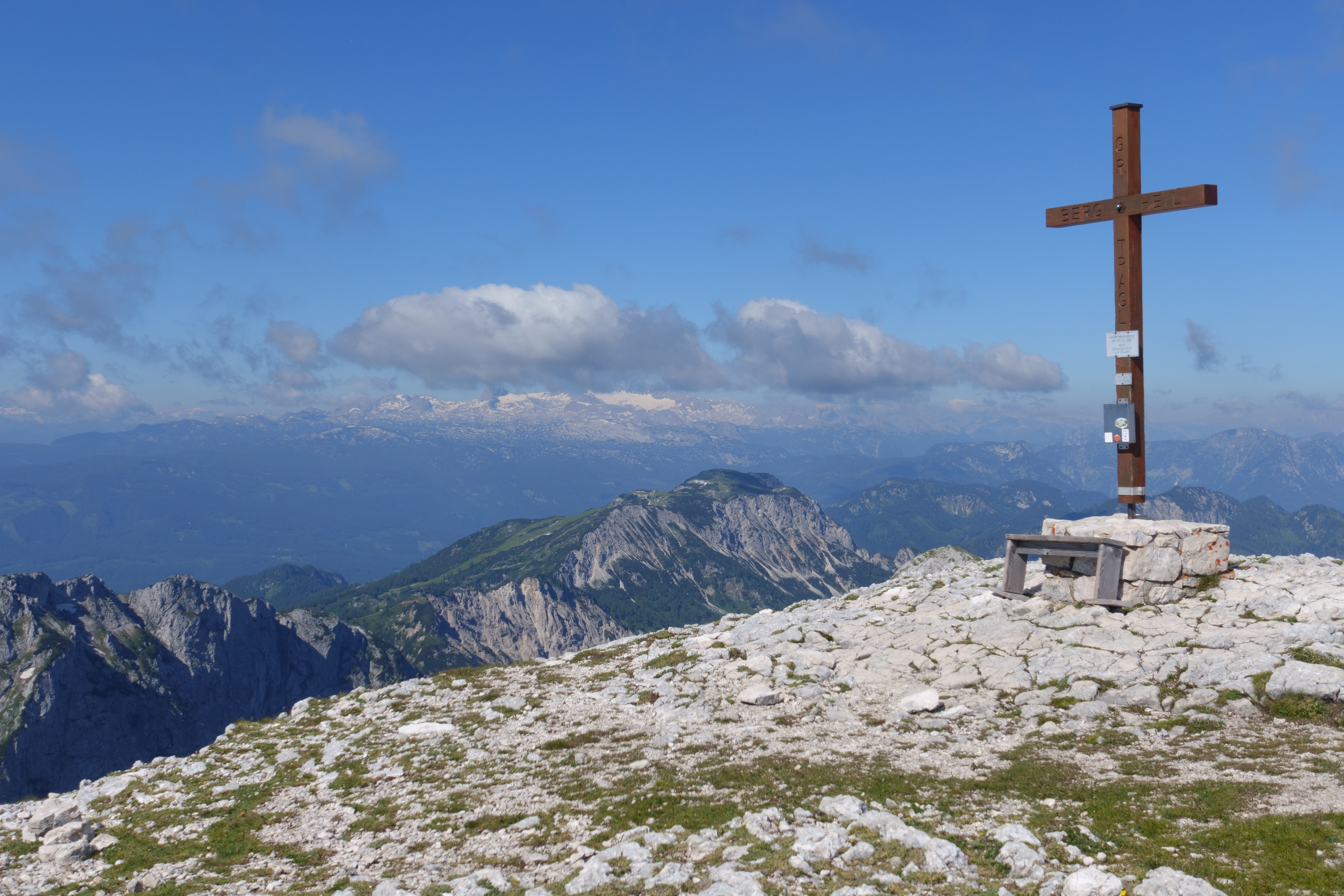
Gipfelkreuz am Großen Tragl. Im Hintergrund der Lawinenstein und der Dachstein